# Ha–Ro
Ha–Ro war ein von 1973 bis 1974 bestehendes deutsches Radsportteam. Sponsor war das Unternehmen von Robert Kahl, ein Hersteller von Lattenrosten, mit Sitz in Holzwickede in Nordrhein-Westfalen.

## Geschichte
Robert Kahl war bereits Sponsor des Teams Rokado, als er 1973 mit Ha–Ro eine weitere Mannschaft mit 17 Radrennfahrern aus drei Ländern gründete. Er war nach einer Einscheidung der Union Cycliste Internationale (UCI) gezwungen, Ha–Ro nach nur wenigen Monaten aufzulösen. Hintergrund war, das die UCI das lange bestehende Doppelstartrecht für Radrennfahrer aus Deutschland und der Schweiz für zwei verschiedene Rennställe aufgehoben hatte. Die bereits verpflichteten Fahrer wurden mehrheitlich in die Mannschaft von Rokado integriert. Mit dem Gewinn der nationalen Meisterschaft im Querfeldeinrennen durch Rolf Wolfshohl und dem Sieg bei den Europameisterschaften im Steherrennen durch Dieter Kemper gelangen zwei bedeutendere Erfolge.

## Erfolge
1973
- Deutscher Meister Querfeldein
- Europameister Steherrennen

## Bekannte Fahrer
- Klaus Bugdahl
- Roger Gilson
- Gerben Karstens
- Dieter Kemper
- Rolf Wolfshohl